# Mapowanie izometryczne
Mapowanie izometryczne (ang. Isomap, Isometric Mapping) – nieliniowa metoda analizy czynnikowej, polegająca na obliczaniu quasi-izometrycznego zanurzenia o liczbie wymiarów mniejszej, niż liczba wymiarów danych wejściowych (liczba zmiennych). Służy do tworzenia takiego odwzorowania, które zachowując odległości pomiędzy wszystkimi punktami, będzie utworzone w mniejszej liczbie wymiarów niż liczba wymiarów danych wejściowych. Technika ta jest wydajna i relatywnie prosta do zaaplikowania w szerokim spektrum zastosowań, takich jak przetwarzanie obrazów.

## Algorytm
Działanie algorytmu można podzielić na trzy zasadnicze etapy:
1. Wyszukiwanie najbliższego sąsiada – tworzony jest graf sąsiedztwa pomiędzy punktami w danych według zasady: jeżeli odległość między punktami {\displaystyle x_{i}} oraz {\displaystyle x_{j}} jest mniejsza niż założona odległość {\displaystyle \epsilon ,} to tworzona jest krawędź pomiędzy tymi punktami.
2. Wyszukiwanie najkrótszej drogi – dla każdej pary punktów znajdowana jest najkrótsza odległość pomiędzy tymi punktami na utworzonym wcześniej grafie.
3. Skalowanie – stosowana jest metoda skalowania wielowymiarowego, redukowana jest liczba wymiarów.